# Danity Kane (álbum)
| Críticas profissionais | Críticas profissionais |
| Avaliações da crítica  | Avaliações da crítica  |
| Fonte                  | Avaliação              |
| ---------------------- | ---------------------- |
| About.com              | [ 1 ]                  |
| PopMatters             | [ 2 ]                  |
| Rolling Stone          | [ 3 ]                  |

Danity Kane é o é o auto-intitulado álbum de estreia do grupo feminino americano homônimo, lançado pela Bad Boy Records em  22 de Agosto de 2006 nos Estados Unidos e pela Atlantic Records em 11 de novembro de 2006 na Alemanha e na Suíça.
O album envolve a produção do produtor executivo Sean Combs e do vice-presidente da Bad Boy Records Harve Pierre, o álbum caracteriza a produção de Timbaland, Danja, Rodney Jerkins, Mario Winans, Bryan Michael Cox, Rami Yacoub, Ryan Leslie, Scott Storch, Jim Jonsin.

## Performance nos gráficos
O álbum vendeu mais de 109.000 cópias em seu primeiro dia de lançamento, eventualmente vendendo 234.662 cópias em sua primeira semana de acordo com o Hits Daily Double, colocando-o no número um no quadro de álbuns dos EUA  Billboard  200. De acordo com Soundscan, o álbum vendeu mais de 935.000 cópias até à data. No início de 2007, foi certificado pelas mais de um milhão de cópias vendidas. O álbum é atualmente o mais vendido do Danity Kane.

## Singles
O single de estreia da banda, do álbum foi "Show Stopper" com Yung Joc. A canção foi sucedida pela balada moderadamente bem sucedida, "Ride for You". O selo queria lançar "Hold Me Down" como o terceiro single, no entanto a banda insestiu por "Right Now" ou "Want It". Nenhuma decisão definitiva veio à ser tomada, os poucos singles no álbum de estréia, é atribuído a questões de gerenciamento e o desempenho mal sucedido de "Ride for You" nos gráficos. outros possíveis singles foram cancelados e o Danity Kane voltou aos estúdios em 2007 para gravar novas faixas para seu segundo álbum.

## Faixas
| N.º            | Título                              | Compositor(es)                                                         | Produtor(es)                     | Duração |  |
| 1.             | "One Shot"                          | Bryan Michael Cox Kendrick Dean Adonis Shropshire                      | Cox                              | 3:41    |  |
| 2.             | "Heartbreaker"                      | Angela Hunte Kristal Oliver Calvin Puckett Frank Romano James Scheffer | Jim Jonsin Supa And Tight Writer | 3:03    |  |
| 3.             | "Want It"                           | Nathaniel Hills Keri Hilson Timothy Mosley James Washington            | Timbaland Danja                  | 3:22    |  |
| 4.             | "Right Now"                         | Hills Hilson Mosley Washington                                         | Timbaland Danja                  | 3:32    |  |
| 5.             | "Show Stopper" (featuring Yung Joc) | Hunte Oliver Puckett Romano James Scheffer                             | Jonsin                           | 3:49    |  |
| 6.             | "Hold Me Down"                      | Rodney Jerkins Delisha Thomas Kelli Nicole Price                       | Jerkins                          | 3:57    |  |
| 7.             | "Come Over" (Interlude)             | Mike Winans Mario Winans                                               | Mario Winans                     | 1:44    |  |
| 8.             | "Oooh Ahh"                          | Ryan Leslie                                                            | Leslie                           | 2:51    |  |
| 9.             | "Press Pause"                       | Deric Angelettie Michael Carlos Jones Mike Winans Mario Winans         | D-Dot Mario Winans               | 3:12    |  |
| 10.            | "Ain't True" (Interlude)            | Mike Winans Mario Winans                                               | Mario Winans                     | 1:34    |  |
| 11.            | "Ride for You"                      | Cox Dean Shropshire                                                    | Cox WyldCard [A]                 | 4:11    |  |
| 12.            | "Touching My Body"                  | Leslie Makeba Riddick Shropshire                                       | Leslie                           | 3:42    |  |
| 13.            | "Back Up"                           | Cox Dean Cheri Dennis                                                  | Cox                              | 3:59    |  |
| 14.            | "Stay with Me"                      | Rami Yacoub Arnthor Birgisson Riddick                                  | Rami Arnthor                     | 3:54    |  |
| 15.            | "Sleep On It" (Bonus track)         | Scott Storch Jason Boyd                                                | Storch                           | 3:23    |  |
| Duração total: | Duração total:                      | Duração total:                                                         | Duração total:                   | 49:28   |  |

## Charts
| Chart (2006)                          | Maior posição |
| ------------------------------------- | ------------- |
| German Albums Chart                   | 50            |
| Swiss Albums Chart                    | 83            |
| U.S. Billboard 200                    | 1             |
| U.S. Billboard Top R&B/Hip-Hop Albums | 1             |